# Jörg Uwelius
Jörg Uwelius (* 3. Juli 1967) ist ein ehemaliger deutscher Fußballspieler. In der höchsten Spielklasse des DDR-Fußballs, der Oberliga, spielte er für den FC Rot-Weiß Erfurt.

## Sportliche Laufbahn

### Gemeinschafts- und Clubstationen
1984/85 zählte Jörg Uwelius zum Juniorenoberligaaufgebot des FC Rot-Weiß Erfurt, kam aber gegen Ende des Spieljahres in der RWE-Reserveelf in der zweitklassigen Liga bereits einmal zum Einsatz, nachdem er sich mit 22 Treffern in der Meisterschaft der 17- und 18-jährigen Talente profiliert hatte. 1985/1986, nun dem Juniorenalter entwachsen, konnte er in der ostdeutschen Zweitklassigkeit in fünf Partien ein Tor schießen.
Im Sommer 1987 wurde der 20 Jahre alte Stürmer bei Rot-Weiß Erfurt aus der 2. Mannschaft, die inzwischen in die Bezirksliga abgestiegen war, in den Oberligakader der Blumenstädter hochgezogen. In der Erfurter Bezirksliga hatte der Stürmer 1986/87 16 Treffer in der Drittklassigkeit für Rot-Weiß II erzielt. Bereits in dieser Saison hatte der Lehrling parallel in der Eliteliga des ostdeutschen Männerfußballs debütiert. In diesen drei Saisoneinsätzen gegen Ende der Spielzeit gelangen ihm zwei Tore. Seinen Premierentreffer im DDR-Oberhaus schoss er beim Auswärtsremis (2:2) gegen den 1. FC Lokomotive Leipzig am 24. Spieltag. Im Nachholespiel traf der junge Stürmer zur zwischenzeitlichen 2:1-Führung der Thüringer bei den Messestädtern. Im letzten Saisonspiel markierte Uwelius sein zweites und zugleich letztes Erstligator: Beim 4:3-Auswärtserfolg von RWE bei der BSG Fortschritt Bischofswerda besorgte er das 2:0. 1987/88 wurde der frühere Jugendnationalspieler in acht Oberligapartien eingesetzt, in denen er sich für den FC Rot-Weiß, dem er seit 1980 angehörte, nicht mehr als Torschütze auszeichnen konnte.
1988 wechselt der 1,77 Meter große Angreifer zum Oberligaabsteiger BSG Stahl Riesa. Für die dortige Elf erzielte er in der Spielzeit 1988/89 in 23 Begegnungen drei Zweitligatore. 1989 führte ihn seine Laufbahn zur BSG Robotron Sömmerda, bei der er in der Ligawendesaison erneut drei Treffer in diesmal 18 Punktspielen erzielen konnte. Im Zuge der Wiedervereinigung verlor sich seine Spur im höherklassigen Fußball.

### Auswahleinsätze
An der Seite späterer DDR-A-Nationalspieler wie Matthias Sammer, Mario Röser und Markus Wuckel lief das RWE-Talent Anfang der 1980er-Jahre in der ostdeutschen Jugendauswahl des DFV auf. In fünf U-16-Länderspielen war Uwelius einmal erfolgreich.
Im Sommer 1984 weilte der Angreifer mit der DDR-Juniorennationalelf bei den Jugendwettkämpfen der Freundschaft. Beim Turnier in Ungarn war er mit zwei Einsätzen und einem Tor am 7. Platz der DFV-Vertretung beteiligt.